# Chlamigala
Chlamigala is een geslacht van kevers uit de familie bladkevers (Chrysomelidae).
De wetenschappelijke naam van het geslacht werd in 2002 gepubliceerd door Medvedev & Bezdek.

## Soorten
- Chlamigala mirabilis Medvedev & Bezdek, 2002